# Carisap Tennis Cup 2012
Il Carisap Tennis Cup 2012 è stato un torneo professionistico di tennis giocato sulla terra rossa. È stata l'8ª edizione del torneo che fa parte dell'ATP Challenger Tour nell'ambito dell'ATP Challenger Tour 2012. Si è giocato San Benedetto del Tronto in Italia dal 9 al 15 luglio 2012.

## Partecipanti

### Teste di serie
| Nazionalità | Giocatore             | Ranking* | Testa di serie |
| ----------- | --------------------- | -------- | -------------- |
| Austria     | Andreas Haider-Maurer | 163      | 1              |
| Spagna      | Arnau Brugués-Davi    | 166      | 2              |
| Canada      | Peter Polansky        | 179      | 3              |
| Germania    | Peter Gojowczyk       | 183      | 4              |
| Italia      | Gianluca Naso         | 229      | 5              |
| Svizzera    | Michael Lammer        | 239      | 6              |
| Germania    | Simon Greul           | 245      | 7              |
| Bielorussia | Uladzimir Ihnacik     | 247      | 8              |

- Ranking al 25 giugno 2012.

### Altri partecipanti
Giocatori che hanno ricevuto una wild card:
- Marco Cecchinato
- Alessio di Mauro
- Matteo Donati
- Stefano Napolitano

Giocatori passati dalle qualificazioni:
- Norbert Gombos
- Jérôme Inzerillo
- Dane Propoggia
- Cristian Rodríguez

## Campioni

### Singolare
- Gianluca Naso ha battuto in finale  Andreas Haider-Maurer con il punteggio di 6–4, 7–5

### Doppio
- Brydan Klein /  Dane Propoggia hanno battuto in finale  Stefano Ianni /  Gianluca Naso con il punteggio di 3–6, 6–4, [12–10]